# 日産・バイオレット
バイオレット（VIOLET）は、日産自動車がかつて生産・販売していた中級小型乗用車。

## 概要
1971年8月に登場した610型ブルーバードUは、それまでの510型ブルーバードからクラス・価格ともに上級へ移行したため、従前のブルーバードユーザーがブルーバードUへの代替を躊躇する懸念があった。さらはに日産サイドの商品企画や販売政策もあって、610型ブルーバードUの発売以降も、510型ブルーバードはラインナップを大幅に整理した上で併売されることとなった。
これを受けて510型ブルーバードの実質的な後継車種とするべく、下級のサニーと上級のブルーバードUの中間を担う新規車種として開発されたのがバイオレットである。型式はブルーバードの系列である「710型」が割り当てられており、ブルーバードに「710型」は存在しない（610型の次は810型となる）。

## 初代 710型系（1973年-1977年）
1973年1月に登場。キャッチコピーは「もう、なにかが始まっている。」、「しなやかなクルマ」（発売当初）、「伝統のメカニズム」。
ボディタイプは当初4ドアセダン、2ドアセダン、2ドアハードトップの3種類。後に5ドアのライトバンが追加された。
サスペンションは、前輪にはマクファーソンストラット式独立懸架が全車に採用され、後輪は、スポーツグレードのSSSにのみ510型ブルーバードと同様のセミトレーリングアーム式独立懸架、その他のグレードにはリーフ式車軸懸架が採用された。ラリーでは510型ブルーバード譲りのスポーツグレード・SSS（スリーエス）が活躍していた。
510型ブルーバードが直線的でクリーンな外観だったのに対し、710型バイオレットは複雑な曲面で構成されたファストバックスタイルだが、後方視界と居住性の悪さが不評で、後に4ドアセダンは王道的なノッチバックスタイルへ大幅なマイナーチェンジを行う。タクシー仕様車では、710型バイオレットの4ドアセダン（5人乗り・3速コラム・前席ベンチシート、L16型 1,600 cc LPG）が、510型ブルーバードのタクシー仕様車の実質的な後継車種として発売され（上級クラスへ移行した610型ブルーバードUにはタクシー仕様車が設定されていなかった）、エンジンは後に昭和50年・51年排ガス規制に絡んでL18型 1,800 cc LPGに変更されている。なお、当時右側通行であった沖縄向けに左ハンドルのタクシー仕様車もごく少数生産された。1976年7月に、810型ブルーバードにタクシー仕様車が設定された後も1977年5月頃まで販売が継続されていた。
- 1973年1月 - 販売開始[2]。

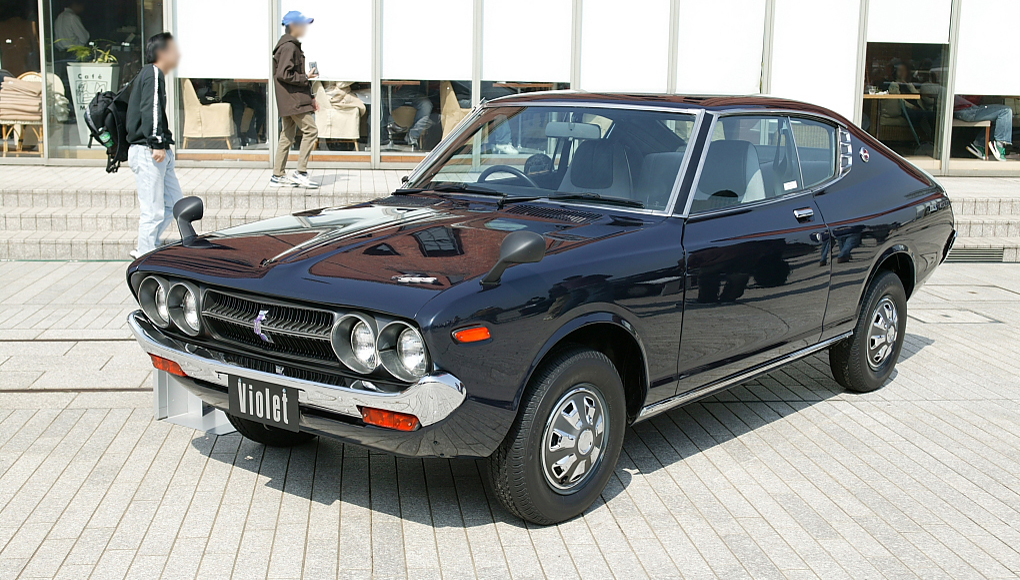
1974年9月 - マイナーチェンジ。3点シートベルト、半ドア警告灯を標準装備[11]。一部グレードにトランクオープナー標準装備[11]。セダンのリヤコンビネーションランプを変更[11][5]。ハードトップのリヤガーニッシュ意匠、フロントグリル色調をシルバー調からガンメタ調に変更。コストダウンのためGL以上の一体成型ドアトリムを廃止。同時にCMキャラクターとして藤岡弘（現・藤岡弘、）を起用[4]。
- 1975年
  - 9月 - 1600SSS-Eが昭和50年排出ガス規制適合[12]（A-P710型）。
  - 10月 - 残りの全グレードが昭和50年排出ガス規制適合。
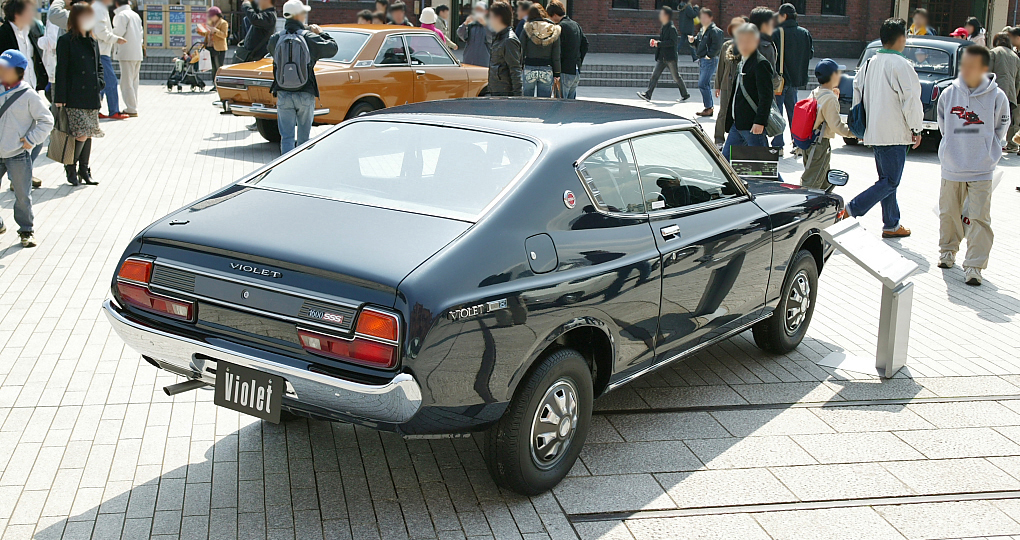
1976年
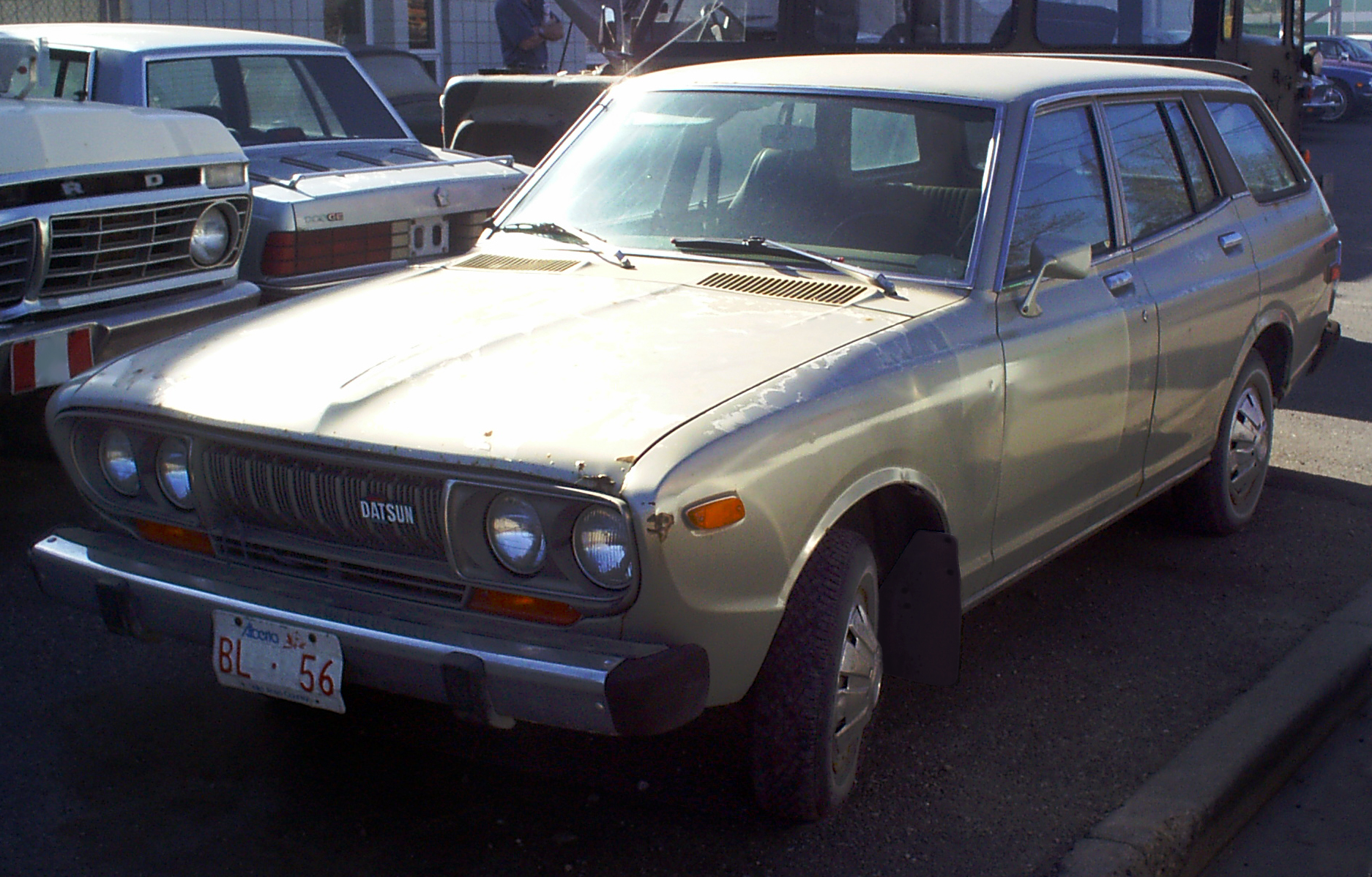
ワゴン （北米仕様）
  - 2月 - マイナーチェンジ。タクシーユーザーから要望の多かった後方視界向上のため4ドアセダンをノッチバックスタイルに変更、型式も711型になった。1600 ccが昭和51年排ガス規制に適合[13][5]。2ドアセダンは廃止。
  - 5月 - 1400 ccが51年規制に適合[5]。
- 1977年5月 - 販売終了。A10型に移行[5]。

- 2ドアハードトップ
前
- 2ドアハードトップ
後
- ワゴン
（北米仕様）

## 2代目 A10型系（1977年-1984年）
1977年5月20日、A10型にフルモデルチェンジ。ブルーバードから独立し独自の型式が与えられた。
デビュー時のボディタイプは基本形且つオーソドックスな4ドアノッチバックセダン（北米向けのみ2ドアノッチバックセダン〈今日のノッチバッククーペに相当〉が存在）と、「オープンバック」と称する3ドアファストバッククーペ、そしてライトバンの3種類（海外市場向けはライトバンの代わりにステーションワゴンが設定）。その後1980年にはスタイリッシュなファストバックスタイルの5ドアセダンを追加している。
サスペンションは、前輪は先代モデルと同じマクファーソン式ストラットコイル、後輪は全車種4リンクコイル式リジッド（ライトバンはリーフ式リジッド）であった。セダンは510型ブルーバードを意識したボクシーで機能的なスタイルに戻っている。
姉妹車として、スポーティ志向の「バイオレットオースター」（→オースター）、ラグジュアリー志向で「ミニ・セドリック」的な性格の「スタンザ」が登場。さらに、モデルチェンジで下級クラスに回帰した910型ブルーバードの登場後は、同じ販売店で競合することとなる。
オーストラリアではバイヤーに人気があったものの、スタイリングやドライブトレーンに関して特に「Wheels」誌によって大きく批判されていた。メキシコではダットサン・サムライ（DATSN-SAMURAI）として、後の日産・サムライ (NISSAN-SAMURAI) として現地生産・販売を行っていた。南米では1984年まで生産・販売が続けられ、後継としてB11型ツル（日本名：サニー）が投入された。
- 1977年5月 - モデルチェンジでB-A10/PA10型が登場。
- 1978年
  - 4月 - 昭和53年排出ガス規制適合[18]。型式をE-A11/PA11型に変更。
  - 9月 - スポーティ仕様の「1600GX/GX-EL」を追加[19]。
- 1979年6月 - マイナーチェンジによりヘッドランプが丸型4灯から角型4灯に変更[20]。
- 1980年4月 - 5ドアハッチバック（Z16Ｅ/Z16S）と女性仕様の1400 Fancy GL（オートマチック専用車）を追加[21]。
- 1981年6月 - バイオレットリベルタにフルモデルチェンジ[22][17]。
- 1982年10月 - 5ドアバンが販売終了。事実上の後継車種は5代目サニー派生のダットサンADバン（後のAD）となる。
- 1984年 - メキシコでの販売を終える。後継はツル。

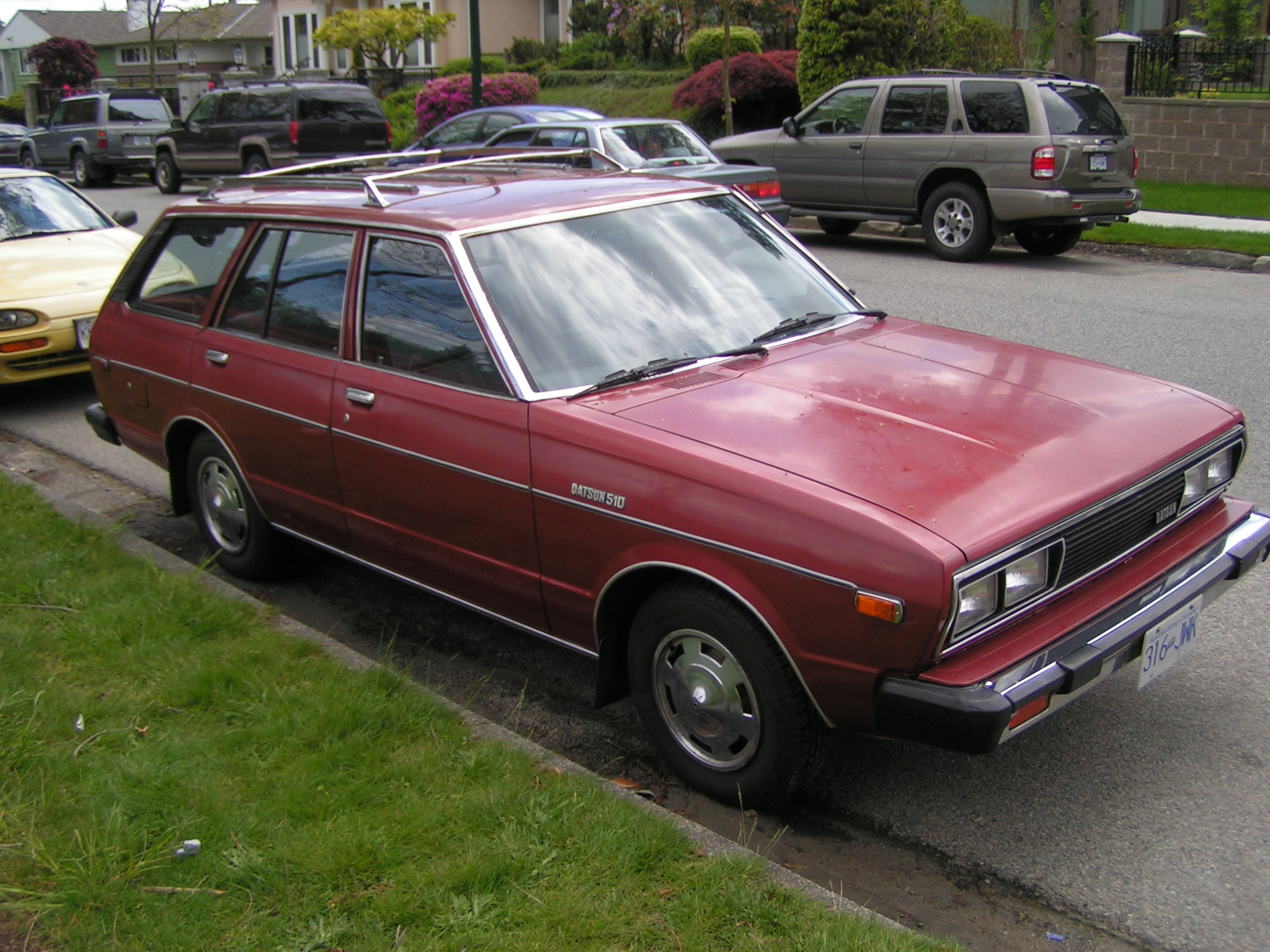
ダットサン510ワゴン（後期型） 前
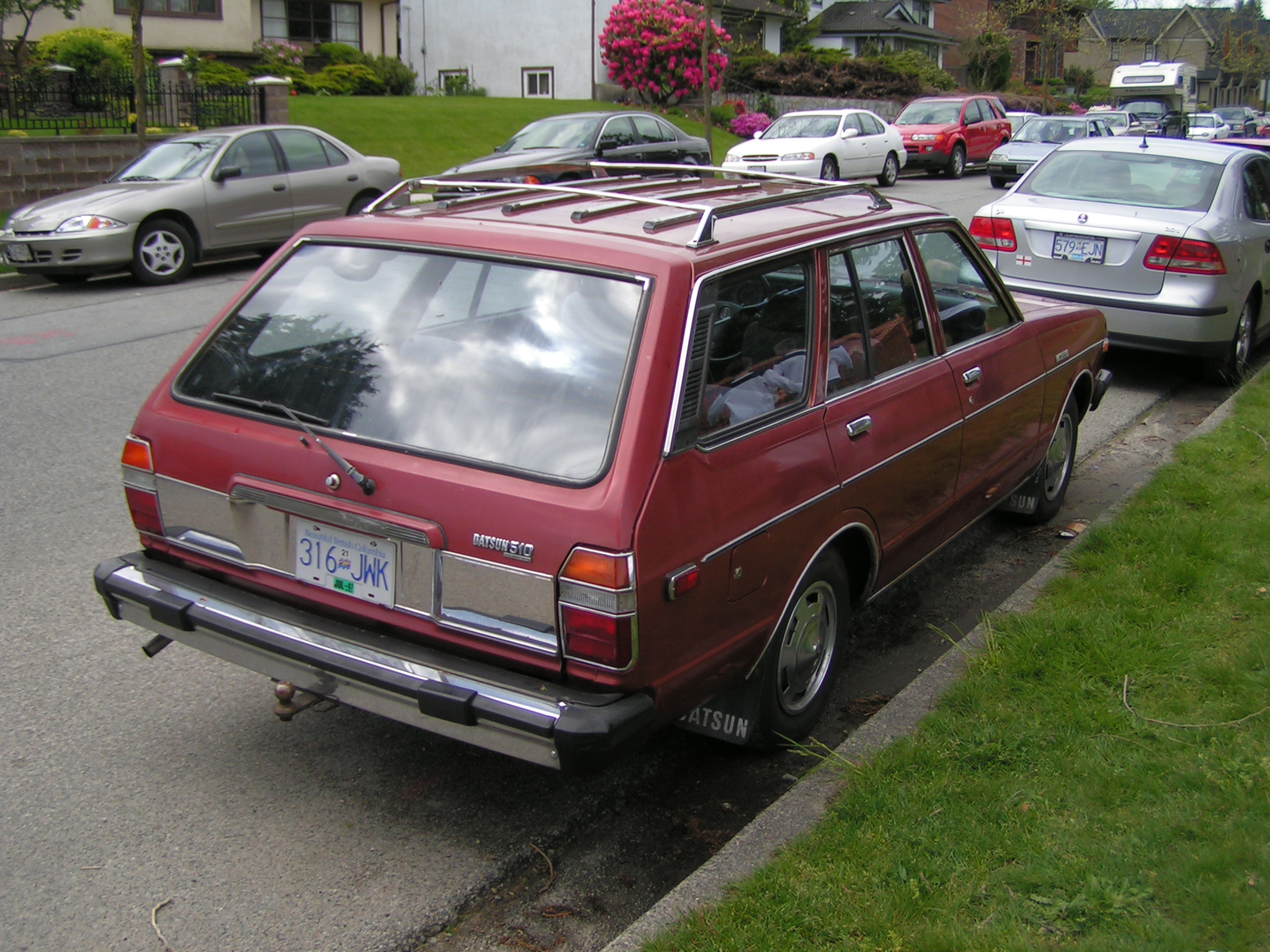
ダットサン510ワゴン（後期型） 後
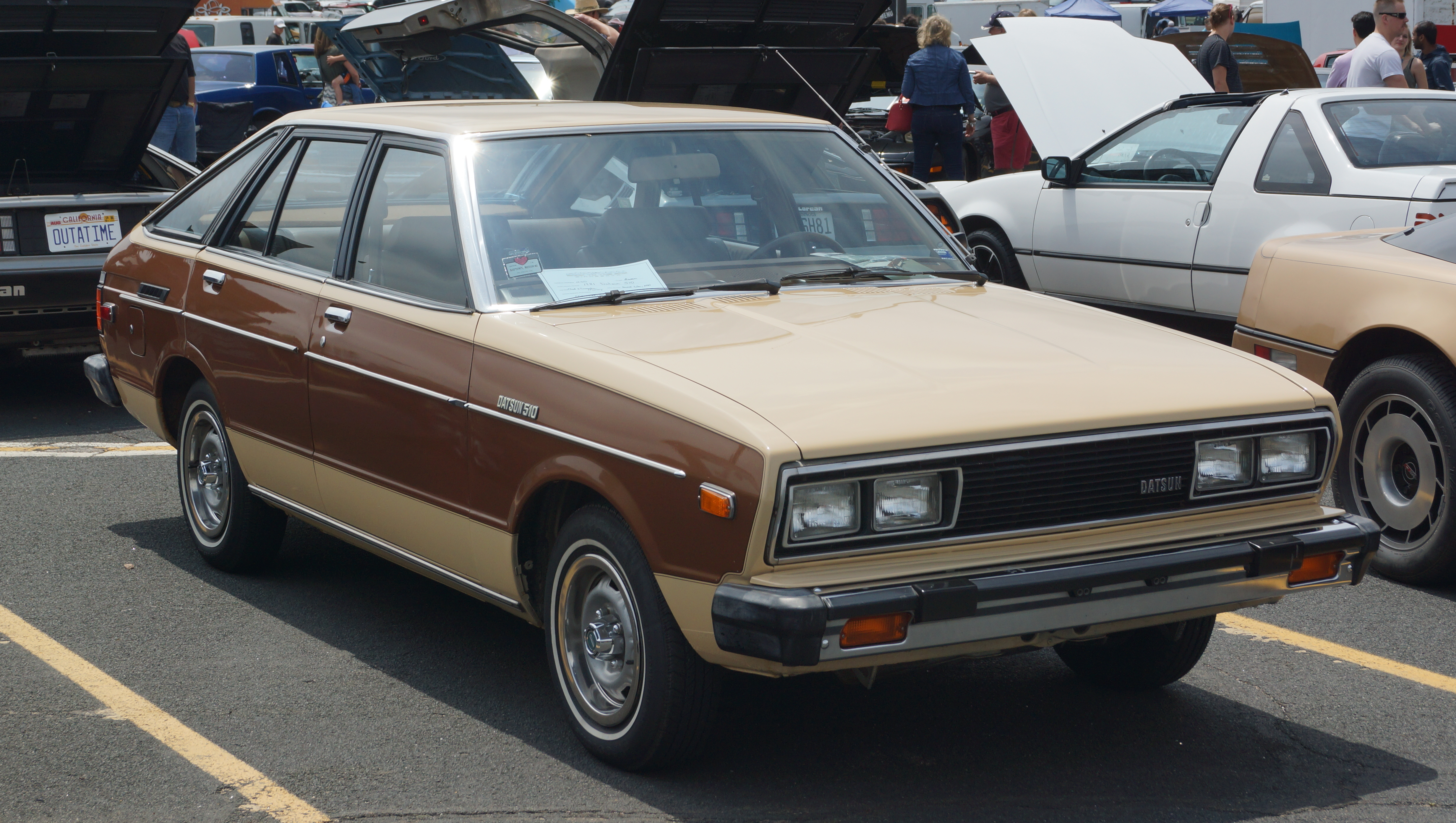
5ドアセダン（後期型） 前
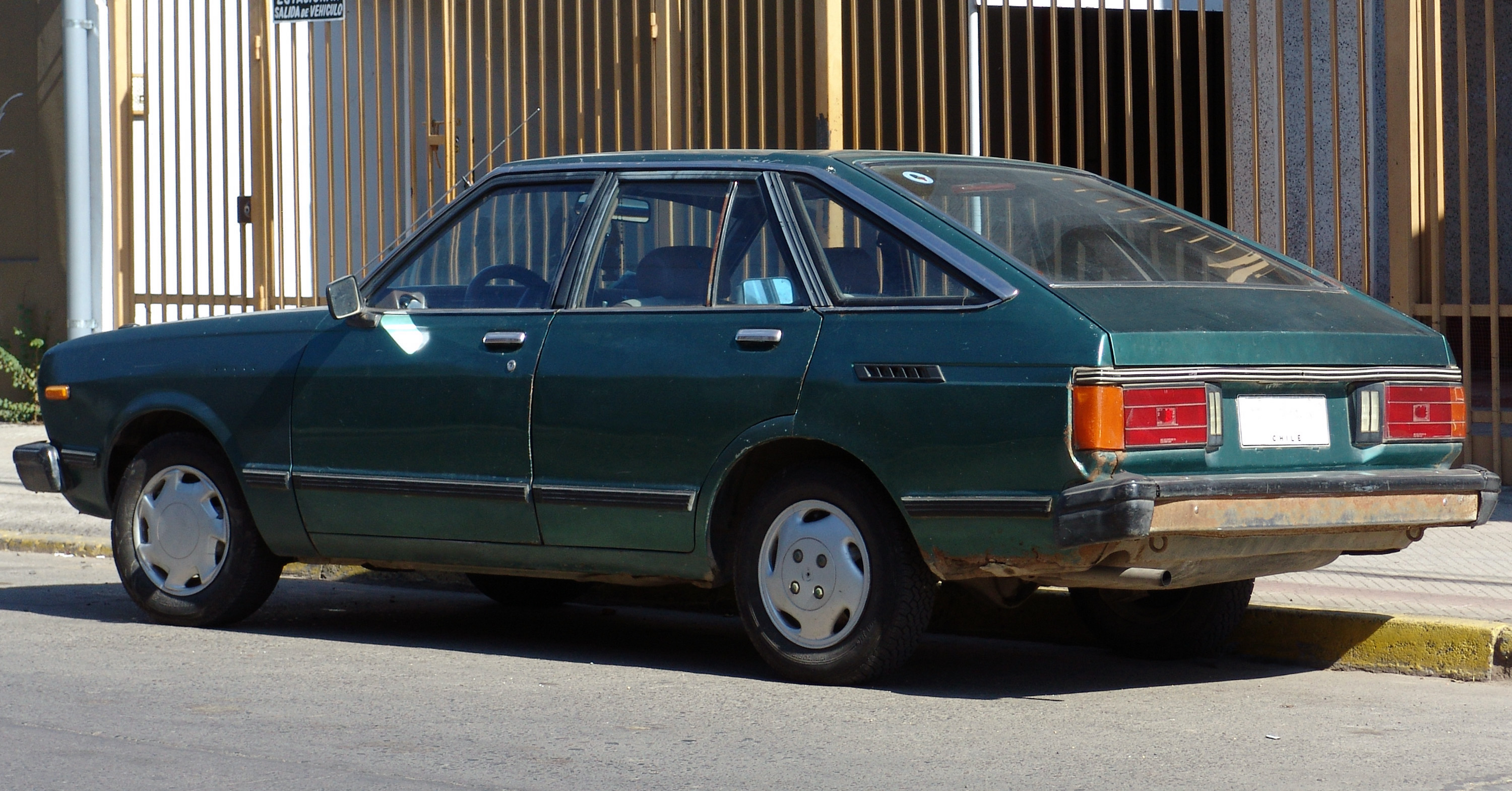
5ドアセダン（後期型） 後
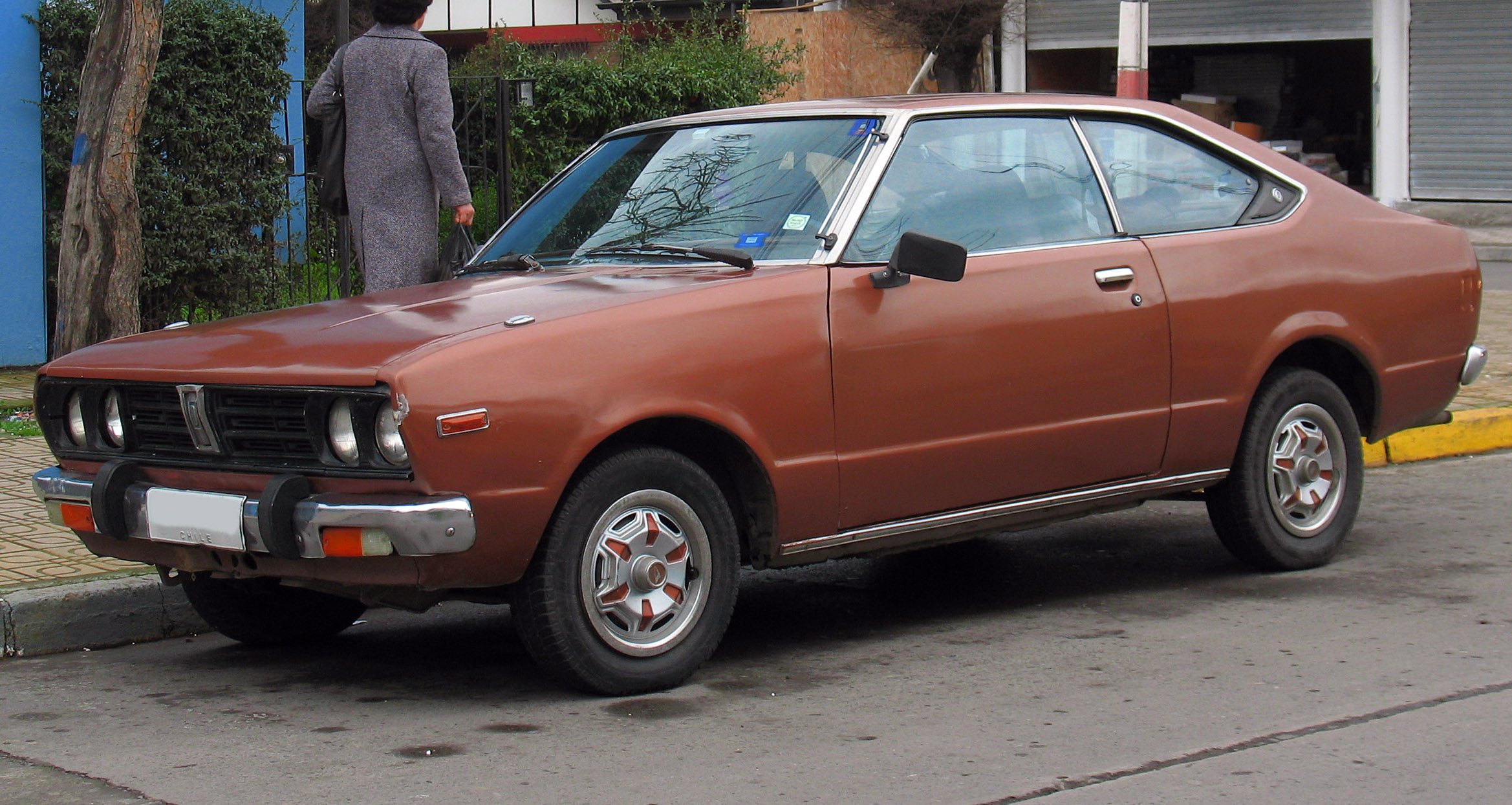
3ドアクーペ 前
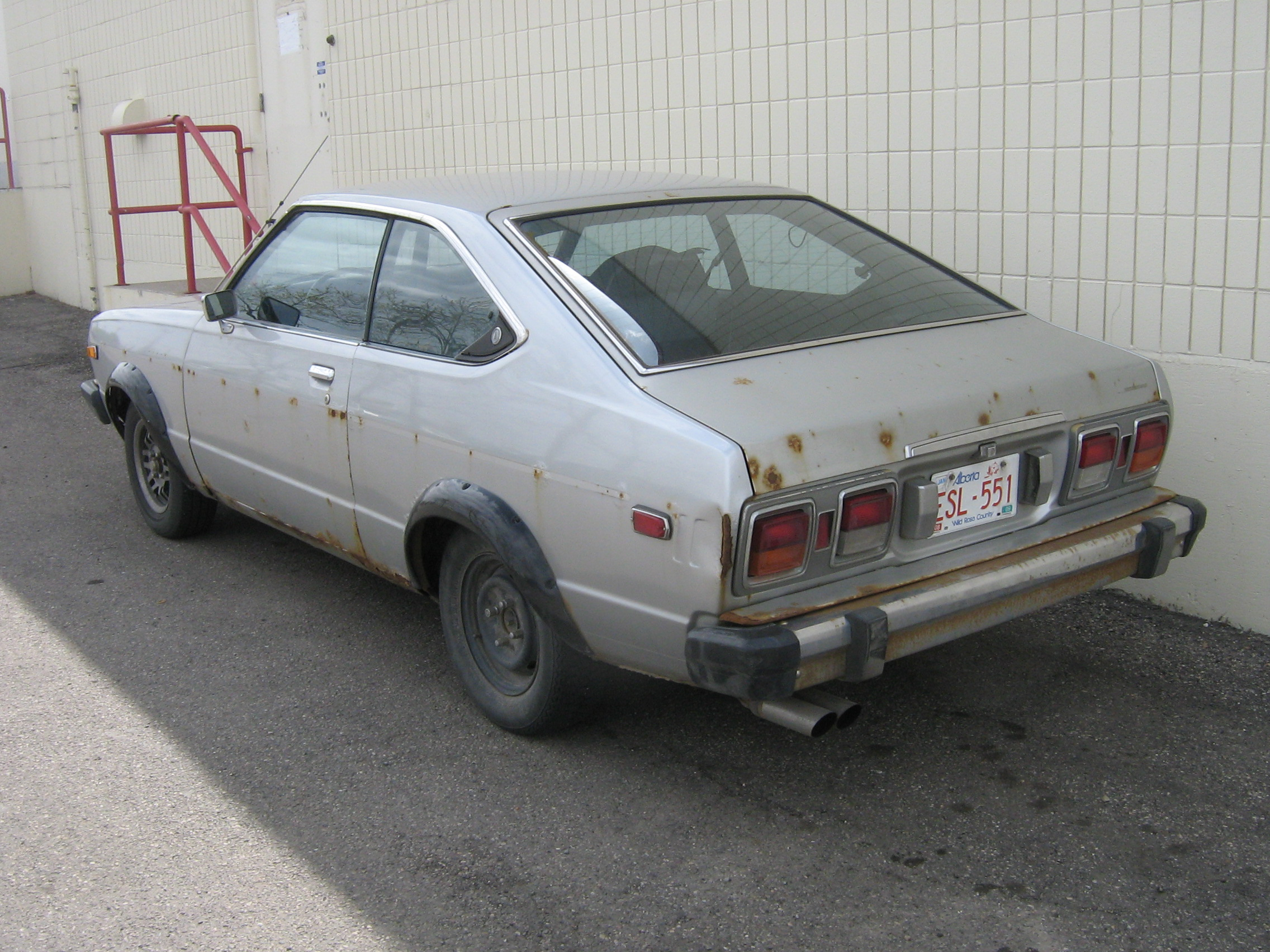
3ドアクーペ 後

## 3代目 T11型系 バイオレットリベルタ（1981年-1982年）
3代目はバイオレットリベルタ（VIOLET LIBERTA）として登場。チェリーF-IIとその後継車であるパルサーに次ぐ日産3車種目の前輪駆動車であり、新開発のCAエンジンを搭載し、日産の世界戦略車として位置づけられた。ボディタイプは4ドアセダンと5ドアハッチバックの2種類。ボディと一体化したウレタンバンパーが採用され、CD値は0.38（5ドアハッチバック）で、当時としては先進的なスタイルであったものの、カラードバンパー、サイドプロテクターは上級グレードのみの装備であった。
なお、当時の日産の前輪駆動（FF）技術には未熟な点があったため、エンジンの振動とトルクステアの挙動が大きい・MT車のギアレシオが高すぎるなどの欠点があった。また、駆動方式と2,000 ccのモデルの有無を除けば、日産店の主力車種であるブルーバード（排気量1,600 cc、1,800 cc、2,000 cc）と同クラス・同排気量のバイオレットリベルタ（排気量1,600 cc、1,800 cc）が競合したことも、販売面で不利に働いた。
- 1981年6月 - 発売。4ドアセダンと5ドアハッチバックのラインナップ。セダンのグレード展開は7種類で上から1800ZX-E、1800SX、1800GL、1600GF、1600GL、1600DX、1600T-DX。対してハッチバックは5種類の展開となっており、上から1800ZX-E、1800SX、1800GL、1600GF、1600GLで販売された。（1800ZX-Eはバイオレット史上最初で最後のパワーウインドーと集中ドアロックが採用された。）カラーバリエーションは、ホワイト、シルバーメタリック、ライトブルーメタリック、ベージュメタリック、ダークレッドメタリック、ワインレッドメタリック、ワインレッドメタリック/ダークグレーメタリック（特別塗装色）の7種類。なお先代モデルにあった3ドアハッチバッククーペのオープンバックは消滅した。アイルランドでは、セミペットアイルランドカーオブザイヤー1981を受賞している。
- 1981年10月 - 第24回東京モーターショーに両上肢障害者用車「ライブリー」を参考出品[24][注釈 3]。
- 1982年6月 - 販売終了。後継として、1クラス下のN12型パルサーセダンをベースとしたリベルタビラを新たに投入する。このため「バイオレット」の名称は消滅したものの、バイオレットリベルタの実質的な後継車であることを示す「リベルタ」の名前が使われている[注釈 4]。販売期間中の新車登録台数の累計はオースター/スタンザと合算して4万5730台[23]。

## モータースポーツ

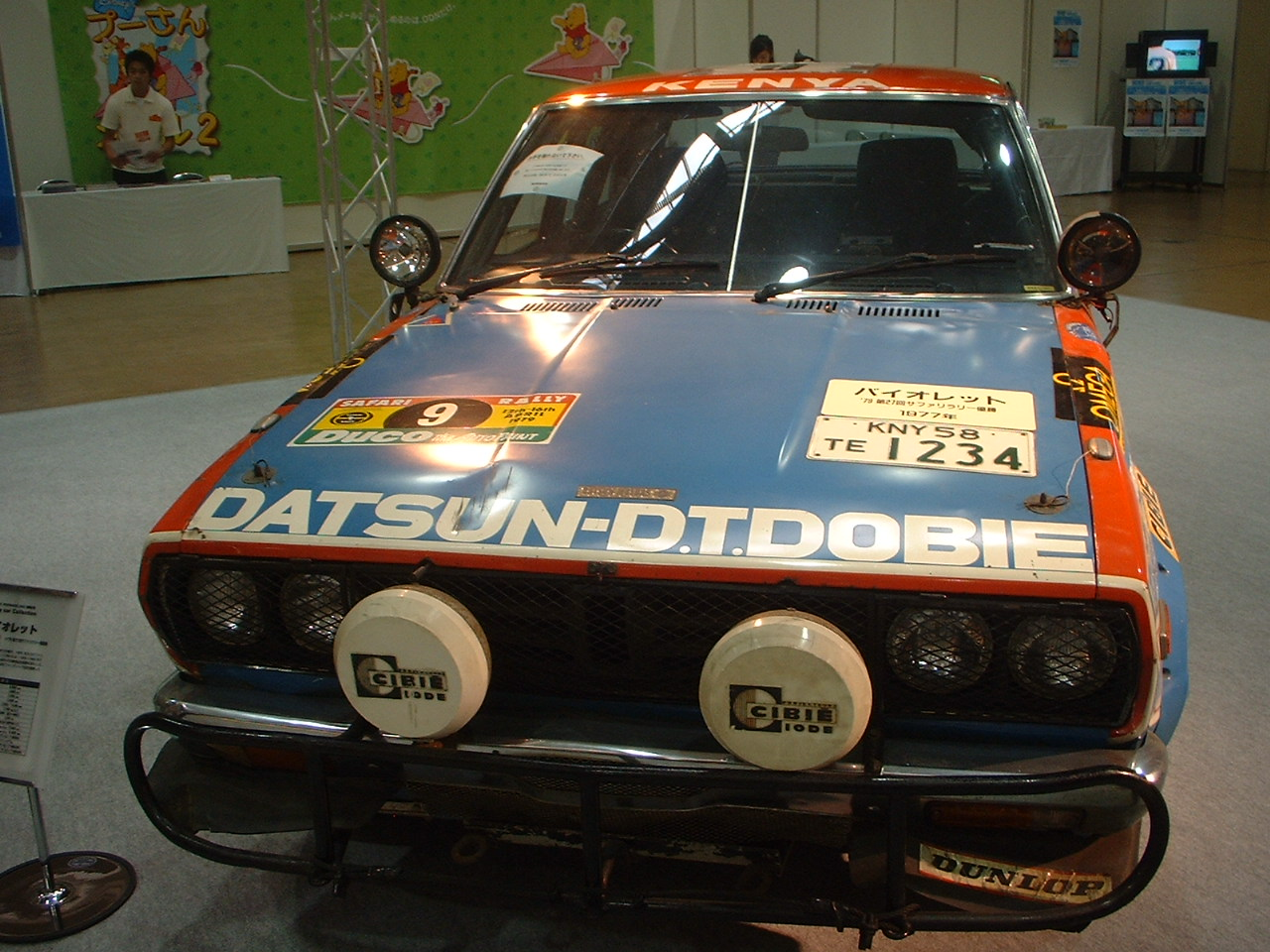
1979年サファリラリー優勝車

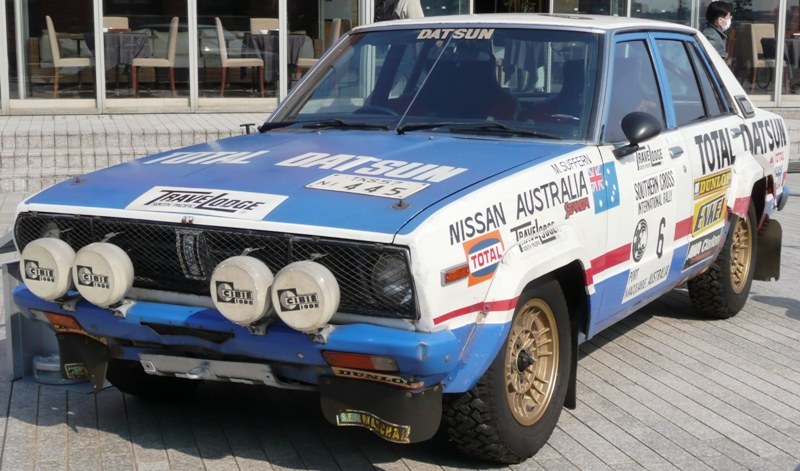
第13回サザンクロスラリー参戦車

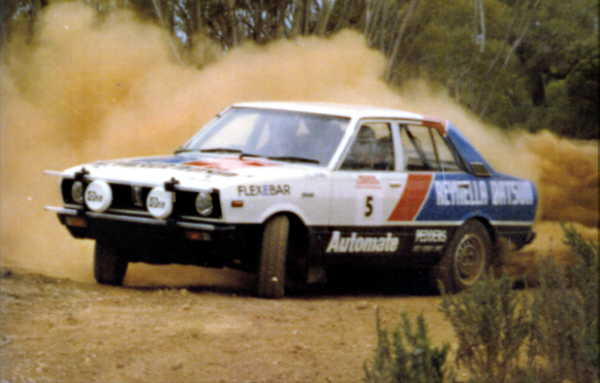
南オーストラリアラリーチャンピオンズ1981 参戦車

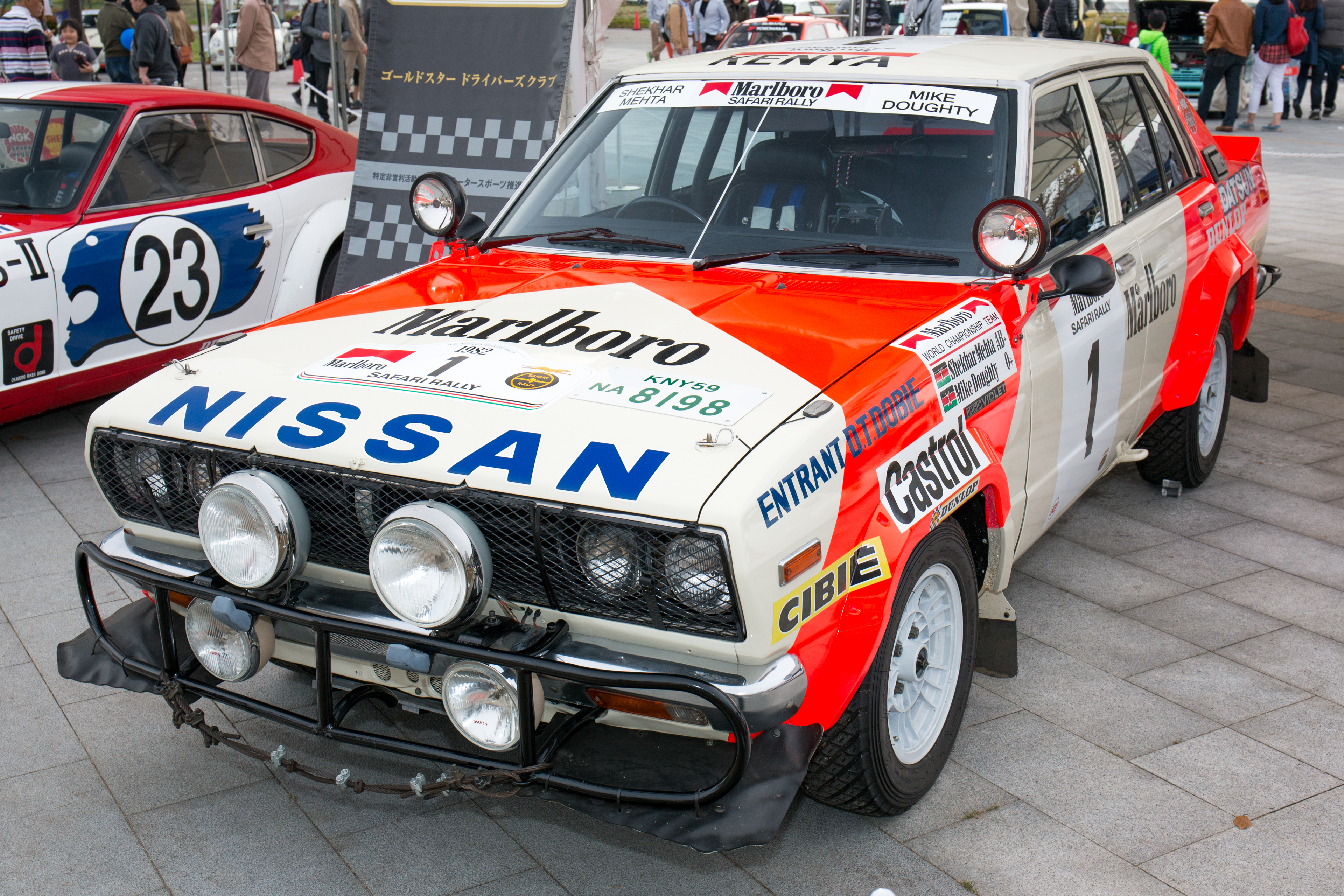
レストアされたグループ4仕様のラリーカー

### 初代 710型系
- 1974年 - マレーシアの「スランゴール・グランプリ」にて「バイオレットターボ」が総合優勝を飾る。
- 1977年 - 輸出仕様名「DATSUN160J」で、第12回サザンクロスラリーに直列4気筒DOHC・16バルブの競技用エンジン、1991㏄のLZ18型を搭載する2ドアハードトップがラウノ・アルトーネンのドライブで参戦、総合優勝を飾る。この車両は現在、日産の座間事業所内にある座間記念車庫に保管されている。

### 2代目 A10型系
A10/A11型は日産のWRC参戦の主力マシンとなり、1979年 - 1982年のサファリラリーで4大会連続総合優勝を達成した。
この4連覇は全て元FIA評議委員長でケニア在住のシェカー・メッタが日産ワークス時代にドライブしたもので、WRC史上初の「同一ドライバーで同一イベント4連覇」を記録している。日本国内ではスーパーシルエットレースに参戦するなど、強烈なスポーツイメージも兼ね備えていた。PA10型のサファリラリー歴代優勝マシンは現在、メッタのマールボロ・カラーマシンも含めて全てが日産の座間事業所内にある座間記念車庫に保管されている。
- 1979年 - 第27回サファリラリーに正式エントリー名DATSUN160J（ダットサンワンシックスティジェイ）として参戦し、総合優勝[29]。
- 富士スーパーシルエットレースに海外ラリー競技用エンジンLZ20B型にターボチャージャーを装着したLZ20B/T型エンジンを搭載した「バイオレットターボ[注釈 6]が参戦。ドライバーは柳田春人が務めた。
  - 3月 - 富士300キロスピードレース 10位
  - 5月 - 富士グラン250キロレース 7位
  - 9月 - 富士インター200マイルレース 7位
  - 10月 - 富士マスターズ250キロレース 優勝
- 1980年
  - 第28回サファリラリーで総合優勝（連覇）[30]。前年に引き続き、富士スーパーシルエットレースに「バイオレットターボ」が参戦、ドライバーは柳田春人が務めた。
  - 3月 - 富士300kmスピードレース GTIIクラス 優勝
  - 9月 - 富士インター200マイルレース GTIIクラス 優勝
  - 10月 - 富士マスターズ250kmレース GTIIクラス 優勝
- 1981年 - 第29回サファリラリーで総合優勝（3連覇）[31]
- 1982年 - 第30回サファリラリーで総合優勝（4連覇）[32]。この年は後継ラリーマシンとしてS110型シルビアベースの新型グループ4マシン（バイオレットGTS）が用意されていたが、シェカー・メッタはすでに開発終了していた前年型のPA10型グループ4マシンを選択した[33]。これを快く思わなかった日産はワークス・バックアップを拒否。このためメッタはプライベーターとして参戦することになってしまった。参戦したメッタのマシンの色は前年までの日産トリコロールではなく、白いボディにマールボロ・レッドがペイントされていた。結果としてS110型シルビアベースの新型マシンは信頼性不足によるマシントラブルによって徐々に遅れ、最高位は3位。対するメッタのバイオレットは総合優勝し、4連覇を達成した。勝負を優先したメッタはラリー史に名を残したが、この一件以降日産とのワークス契約がかわされることはなかった。
- 2010年11月03日 - 神奈川県厚木市にある日産テクニカルセンターの公開日に、1982年のサファリ総合優勝マシンが、マールボロレッドのカラーリングでレストアされ、特別展示された。レストアメンバーの解説によると、レストア作業中資料を見返すうちに、前年2位入賞のマシンとシャシナンバーが同一であることが判明。カラーリングの復元にあたり、マールボロ側に許可を取り、ペイント、ステッカー張りが行われたとのことである。